# Al-Harith ibn Kalada
al-Ḥārith ibn Kalada al-Thaqafī (in arabo الحارث بن كلدة الثقفي‎?; Ṭāʾif, ... – Medina, 670) è stato un medico arabo, fu al servizio dei Banu Thaqif e amico e medico del profeta Maometto, curando anche il Compagno Saʿd b. Abī Waqqāṣ.

## Biografia
Fece pratica in Yemen, e risulta aver scritto un libro dal titolo Dialoghi sulla medicina. Fu medico capo ed insegnante all'Accademia di Jundishapur in Persia.
Era fratellastro di Nāfiʿ b. al-Ḥārith (noto anche come Abū Bakra b. Kalada al-Thaqafī al-Ṭāʾifī).
La sua vita è costellata di episodi semi-folkloristici e, secondo una tradizione varie volte ripresa tra gli storici musulmani,, avrebbe riconosciuto la malattia di Abū Bakr come conseguenza di un avvelenamento provocato da ebrei. Assaggiando la carne che il califfo aveva mangiato, avrebbe perso la vista e di lì a poco sarebbe morto anch'egli.